# Ji shū
Le ji shū (時宗, que l’on peut traduire par « École de l’heure ») est la troisième école amidiste japonaise après le jōdo shinshū et le jōdo shū, avec environ 500 temples et 3 à 400 000 adeptes. Le nom de l’école vient de sa doctrine principale qui consiste à réciter le nembutsu à toute heure.

## Histoire

### Époque de Kamakura

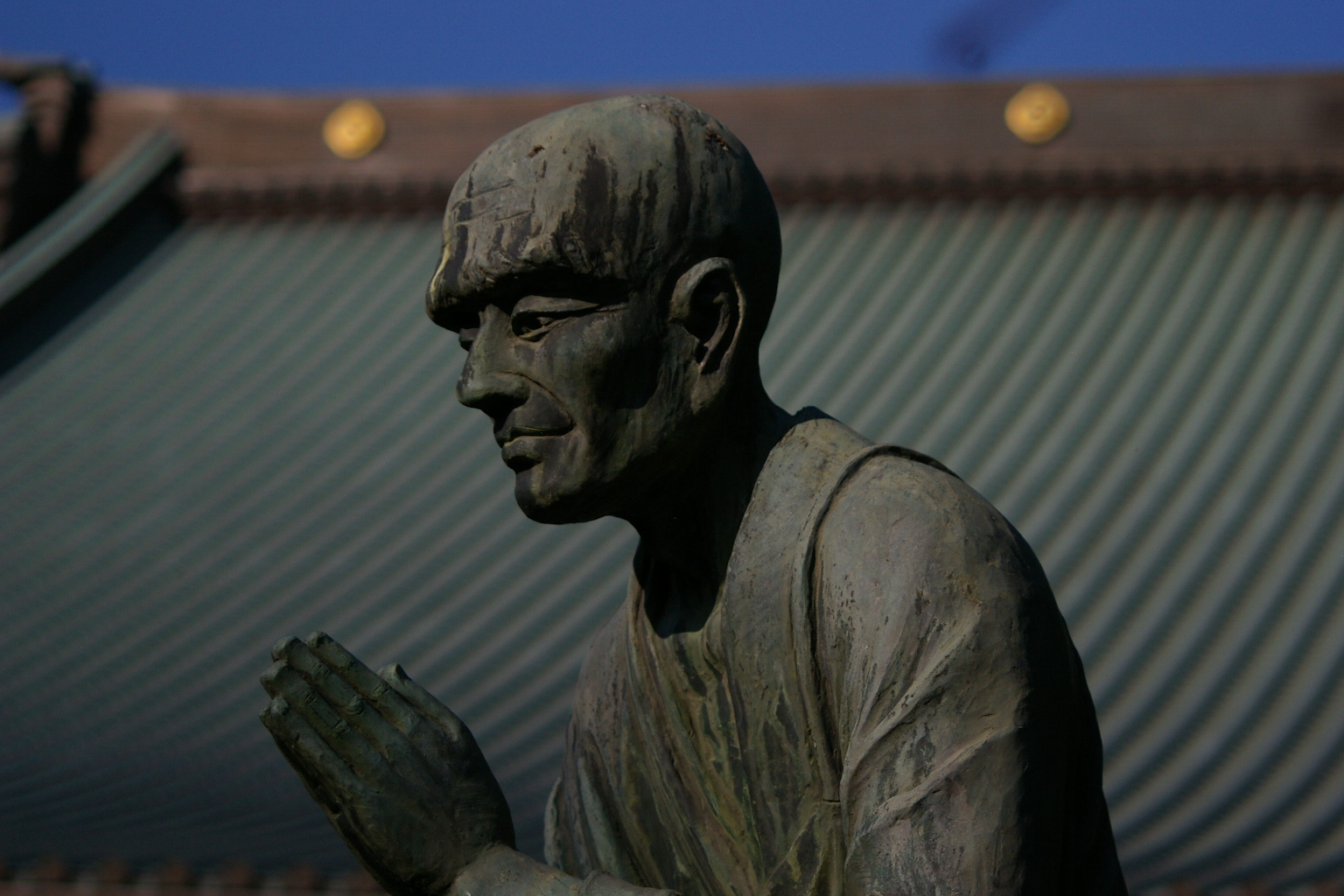
Statue d'Ippen au Yugyō-ji, à Fujisawa.

La fondation du ji shū remonte à Ippen (一遍, 1234-1289), un moine-prêtre du jōdo shū disciple de Shōtatsu (聖達, 1203-1279), issu des Kōno, une famille de samouraïs de la province d'Iyo. Ippen a entrepris après la mort de son père un pèlerinage et a passé trois ans dans un ermitage sur une montagne où il a pratiqué le nembutsu jusqu’à ce qu’il parte en 1274/75 dans la province de Kii pour un pèlerinage aux monts sacrés de Kumano. Lors d’une crise spirituelle à propos de ceux qui n’ont pas la foi, la divinité (権現, gongen) de Kumano, présentée dans le syncrétisme shinto-bouddhique de cette époque comme la manifestation (垂迹, suijaku) d’Amida, lui serait apparue et lui aurait fait savoir que la renaissance de l’individu dans la Terre pure d’Amida dépend uniquement de l’Éveil d’Amida. La foi est hors de propos ; l’important est de simplement s’abandonner entièrement au nembutsu, de le réciter et de convertir autrui à cette pratique, si bien qu’Amida peut sauver les êtres humains par son pouvoir-autre (他力, tariki).
À la suite de cette révélation, Ippen s’est consacré jusqu’à sa mort aux voyages (遊行, yugyō) à travers les zones rurales du Japon et à la distribution (賦算, fusan) de tablettes sur lesquelles étaient écrits le nembutsu et le Rokujūmannin (六十万人, un verset de quatre lignes qui contient l’essence de l’enseignement d’Ippen). En outre, il a aussi développé vers 1279 la pratique de réciter le nembutsu pendant une danse extatique (踊念仏, nembutsu odori).
Au cours de ses voyages, il a réuni des groupes d’adeptes (y compris des femmes et des personnes ayant des métiers où l’on doit tuer, comme des samouraïs et des pêcheurs), avec une vingtaine d’entre eux autour de lui-même, desquels il exigeait le renoncement dans toute sa rigueur à tous les objets d’attachement, comme la famille ou les biens, afin de se dévouer totalement au nembutsu. Les manquements envers les règles du célibat et de la pauvreté (seuls douze objets usuels étaient autorisés) étaient sanctionnés par l’exclusion du registre (勧進帳, kanjinchō) du ji shū dans lequel étaient inscrits les noms de ceux dont la renaissance dans la Terre pure d’Amida était assurée (cela a aussi pu se produire à titre posthume). Les adeptes de la communauté d’Ippen étaient appelés individuellement sute hijiri (捨聖, approximativement « saint renonçant ») et la communauté en tant que telle s’appelait à cette époque ji shū (時衆, « gens de l’heure », Ippen n’avait pas l’intention de fonder une école), car Ippen divisait le jour en six périodes durant chacune d’entre elles il faisait réciter le nembutsu à huit adeptes, ce qui permettait d’obtenir un chant continu.
Ippen a essayé en 1282 d’entrer avec ses partisans dans Kamakura (alors siège du shogunat) pour y prêcher, mais il a été expulsé de la ville par le shikken et protecteur du zen, Hōjō Tokimune. Après quoi, il est parti vers les localités à l’ouest de la région de Kyōto où il a pu enregistrer des succès spectaculaires même dans les temples et dans les sanctuaires établis.
Après la mort d’Ippen dans l’actuelle Kōbe, le ji shū a momentanément traversé une situation très confuse car Ippen n’avait pas désigné de successeur. Sept de ses disciples se noyèrent volontairement pour suivre leur maître dans la Terre pure. Un autre, Shinkyō (真教, 1233 ?-1316), aussi appelé Ta-A (他阿), a rassemblé un petit groupe de disciples avec lesquels il s’est installé sur le mont Tanjō où ils récitaient le nembutsu tout en voulant jeûner à mort. Mais les seigneurs féodaux du lieu les en ont dissuadé et les ont incité à poursuivre la tradition du fusan et du yugyō d’Ippen, à la tête de laquelle Shinkyō devait s’installer.
Shinkyō a introduit deux innovations remarquables : après un accident vasculaire cérébral en 1303, il s’est retiré au Taima-dōjō dans la province de Sagami, et a remis ses pleins-pouvoirs et obligations à son disciple Chitoku (智得), aussi appelé Ryō-A (量阿). Le Taima-dōjō, ensuite appelé Muryōkō-ji (无量光寺), a été le premier temple du système de retraite appelé dokujū (独住). En outre, Shinkyō a transmis à Chitoku son nom religieux, Ta-A (他阿). C’est à eux deux que l’école doit la tradition de la succession de maître à disciple.
Lorsque Shinkyō est mort en 1316, Chitoku a pour sa part pris sa retraite au Muryōkō-ji et a transmis les obligations missionnaire à son disciple Eei (恵永) ou Donkai (呑海, 1265-1327), connu aussi sous le nom d’U-A (有阿). Lorsque Chitoku est mort en 1319, Donkai a aussi voulu prendre sa retraite, mais il en a été empêché par les moines du Muryōkō-ji qui lui reprochaient d’avoir été excommunié par Chitoku. Donkai était cependant en possession du registre des membres du ji shū et a pu ainsi, avec d’autres moines, fonder un nouveau siège au Fujisawa-dōjō voisin (ensuite nommé Shōjōkō-ji ou Yugyō-ji). Cette nouvelle branche s’est postérieurement appelée Yugyō-ha, tandis que la branche regroupée autour du Muryōkō-ji traditionnel, avec les tombes de Chitoku et de Shinkyō, se nommait Taima-ha.
L’année de la mort de Donkai (1327), son élève Ankoku (安国, 1279-1337) lui a succédé. Il a transformé le Fujisawa-dōjō en temple de repos pour les moines-prêtres partis à la retraite, tandis que ceux qui étaient encore actifs utilisaient le Konkō-ji à Kyōto.

### Époque de Muromachi
Durant l’époque de Muromachi, le ji shū a atteint l’apogée de sa grandeur et de son pouvoir en devenant l’école amidiste la plus puissante du Japon. Les temples fixes pouvaient jouir du patronage de la noblesse, des rituels étaient célébrés pour le bonheur du pays et beaucoup de personnes de la vie culturelle de cette époque, qui étaient adeptes du ji shū, ajoutaient le suffixe -ami (阿弥, abréviation d’Amida) à leur nom, notamment les poètes auteurs de renga et les acteurs nô (par exemple Kan'ami ou Zeami), ainsi que les aumôniers ou médecins militaires des daimyō (阵僧, jinsō).
Particulièrement importants pour cette évolution ont été les efforts du douzième successeur du Yugyō-ha, Sonkan (尊観, 1349-1400) issu de la maison impériale du sud (époque Nanboku-chō), qui a développé des liens étroits entre l’école et la cour du sud, à Yoshino près de Nara, et a obtenu la protection spéciale des shoguns Ashikaga et de quelques puissants daimyō au début du XVe siècle.
À cause de sa rapide ascension sociale et matérielle, le ji shū s’est divisé à cette époque, tout en demeurant puissant, et les douze écoles du ji shū (時宗十二派) sont finalement apparues :
1. Taima-ha ;
2. Yugyō-ha ;
3. Ikkō-ha, fondée par Ikkō Shunjō (一向俊圣, 1239 ?-1287 ?) ;
4. Okutani-ha, fondée par Sen-A ;
5. Rokujō-ha, fondée par Shōkai ;
6. Shijō-ha, fondée par Jō-A ;
7. Kaii-ha, fondée par Kai-A ;
8. Ryōzen-ha, fondée par Koku-A (国阿, 1314-1405) ;
9. Koku-A-ha, également fondée par Koku-A ;
10. Ichiya-ha, fondée par Sa-A ;
11. Tendō-ha (d’après le temple où Ikkō Shunjō est mort)
12. Goedō-ha, fondée par Ō-A

Le succès du ji shū a en fin de compte été l’une des raisons de son déclin presque tout aussi rapide : les temples dépendaient des dirigeants locaux et laïcs, dans lesquels arrivaient d’innombrables moines errants qui promettaient de plus en plus la renaissance dans la Terre pure en échange de dons d’argent. Même le nembutsu odori devenait une forme de divertissement payant. En même temps, le ji shū était incapable de répondre aux conditions sociales de plus en plus désastreuses de la fin de l’époque de Muromachi. En raison des nombreux conflits armés internes de l’époque Sengoku, le yugyō est devenu une activité dangereuse et beaucoup de temples du ji shū ont été détruits. Le ji shū a aussi perdu le soutien des masses paysannes qui de leur côté se rebellaient souvent contre les seigneurs féodaux de la noblesse, ce qui a renforcé par la suite les mouvements bien plus révolutionnaires du Hongan-ji (le jōdo shinshū sous Rennyo) et du bouddhisme de Nichiren. Parmi les samouraïs, beaucoup se sont en revanche converti aux écoles du zen.

### Époque d’Edo
Au XVIIe siècle fut mis en place le système terauke (寺请制度, terauke seido), système d’appartenance obligatoire à un temple qui limitait très fortement les longs voyages, ce qui signifiait pratiquement la fin du yugyō populaire.
Le morcellement du ji shū a aussi pris fin lorsque le shogunat Tokugawa a reconnu l’autorité absolue du Yugyō-ha au sein de l’école et a uni celle-ci sous l’autorité du Yugyō-ji. Les activités du ji shū à cette époque se sont essentiellement limitées au développement de la doctrine et à l’édition des textes religieux.

## Textes
Le texte principal du ji shū est le Rokujūmannin d’Ippen (on renonce à le traduire ici en raison des nombreuses possibilités d’interprétation) :
| Kanji 六字名号一遍法 十界依正一遍体 万行離念一遍証 人中上々妙好華 | Rōmaji Rokuji myōgō Ippen hō Jikkai eshō Ippen tai Mangyō rinen Ippen shō Nin chū jōjō myōkōke |

Le sūtra d’Amitābha (阿弥陀経, Amida-kyō) est notamment consulté pour expliquer les doctrines religieuses. À côté de ces textes, le sūtra Avatamsaka (華厳経, Kegon-kyō) et le sūtra du Lotus (法華經, Hokke-kyō) sont aussi utilisés.

## Doctrine
Le ji shū a été non seulement fortement influencé par l’amidisme du jōdo shū, mais aussi par le tantrisme (vajrayāna) du shingon. C’est perceptible dans le fait qu’Ippen croyait que l’homme peut déjà accéder à la bouddhéité durant cette vie. Par la dévotion totale au nembutsu, l’esprit, les actes, les paroles et la vie de l’homme seraient identiques à l’esprit, aux actes, aux paroles et à la vie du bouddha Amida.
Selon la doctrine du ji shū, par son pouvoir-autre, le nembutsu actualise la représentation d’Amida, transcende toutes les formes du karma, et en définitive aussi la dualité entre l’ego et Amida. Selon les propres termes d’Ippen « Le nembutsu lui-même récite le nembutsu. »

## Source de la traduction
- (de) Cet article est partiellement ou en totalité issu de l’article de Wikipédia en allemand intitulé « Ji-shū » (voir la liste des auteurs).